# Бугловце
Бугловце (слч. Buglovce) насељено је мјесто са административним статусом сеоске општине (слч. obec) у округу Љевоча, у Прешовском крају, Словачка Република.

## Становништво
| Година:    | 1994. | 2004.   | 2014.   | 2024.   |
| ---------- | ----- | ------- | ------- | ------- |
| Број људи: | 257   | 265     | 270     | 269     |
| Разлика:   |       | +3,11 % | +1,88 % | -0,37 % |

| Година:    | 2023. | 2024.   |
| ---------- | ----- | ------- |
| Број људи: | 265   | 269     |
| Разлика:   |       | +1,50 % |

Према подацима о броју становника из 2011. године насеље је имало 271 становника.